# 北海道道215号江差停車場線
北海道道215号江差停車場線（ほっかいどうどう215ごう えさしていしゃじょうせん）は、北海道檜山郡江差町内を結ぶ一般道道（北海道道）である。

## 概要

### 路線データ
- 起点：北海道檜山郡江差町字陣屋町（旧JR北海道 江差線 江差駅跡）
- 終点：北海道檜山郡江差町字姥神町（国道228号交点）
- 総延長：1.627 km
- 実延長：1.618 km
- 重用延長：0.009 km

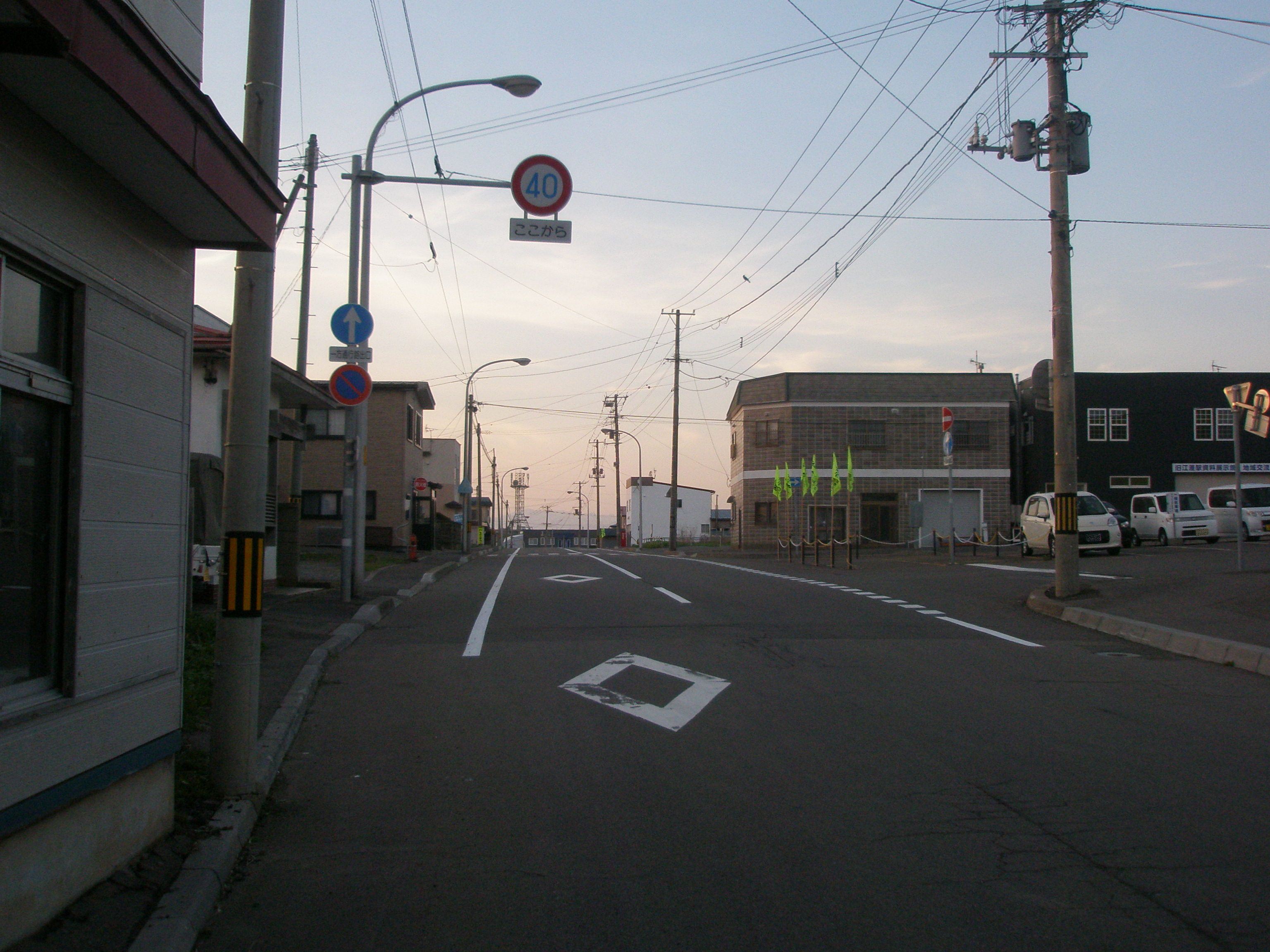
起点
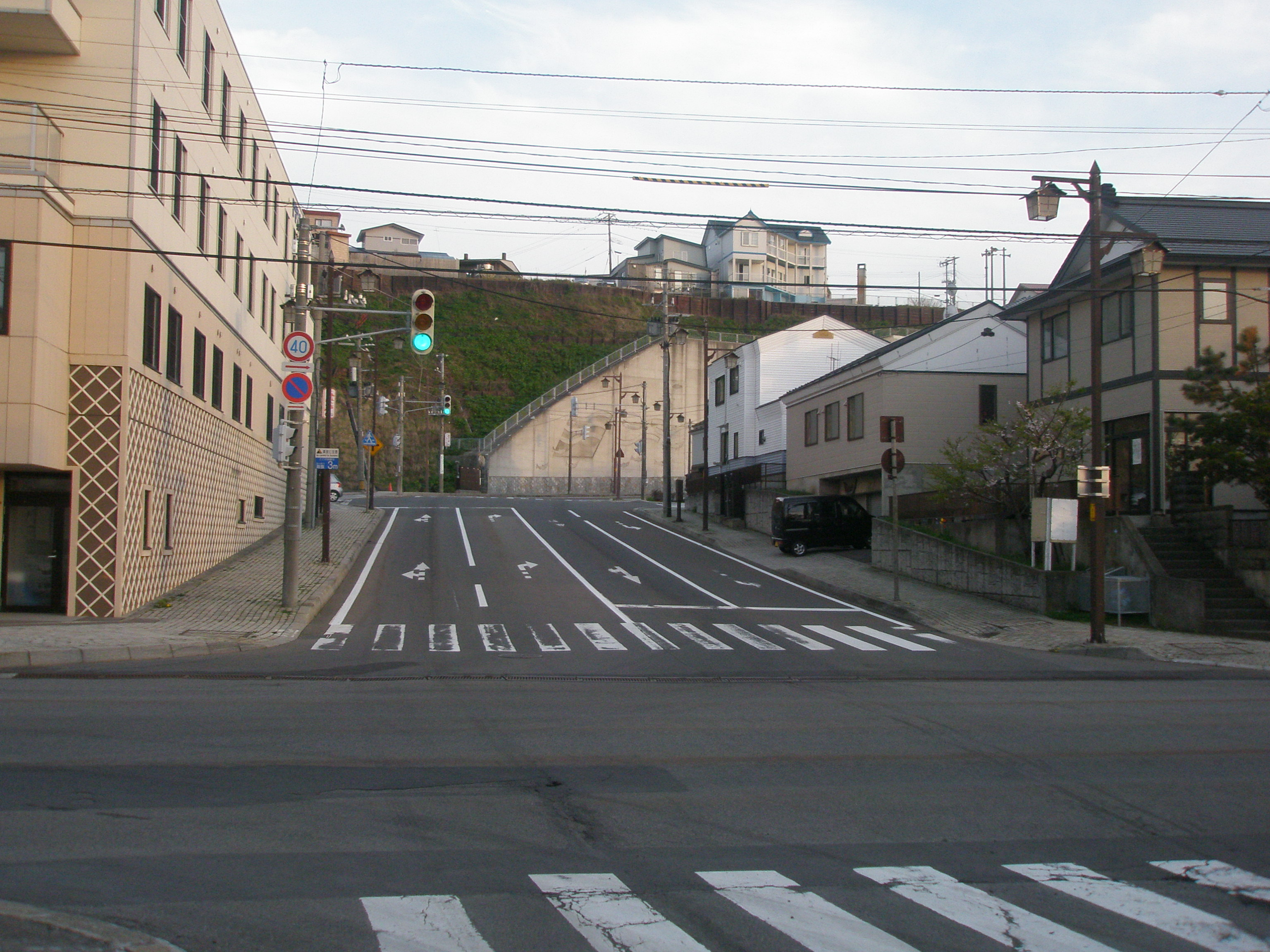
終点

### 道路管理者
- 渡島総合振興局 函館建設管理部 江差出張所

## 歴史
- 1954年（昭和29年）3月30日：86号として路線認定[1]。
- 1979年（昭和54年） - 1986年（昭和61年）4月17日：陣屋町（起点）から橋本町にかけての区間で改良工事実施、1986年（昭和61年）4月17日に供用開始[2][3]。
- 1994年（平成6年）10月1日：路線番号を215号に変更[4]。
- 1999年（平成11年）3月12日：区域変更及び供用開始[2][5]。
  - 残る橋本町から姥神町（終点）にかけての区間における改良工事により新道が完成。
  - これまでの「切石坂」を含めた旧道部分が、区域変更に伴って江差町に移管された。
- 2014年（平成26年）5月12日：江差線（木古内 - 江差間）の廃線に伴い、江差駅が廃駅となる。

### 改良工事の実施
当初の路線は2車線ではあったものの、車線の幅が6 -7mと大型車同士のすれ違いが難しいほど狭い上に歩道が無く、特に当初の路線であった通称・切石坂が切り立った斜面の上に作られた急勾配かつ狭隘な道路となっていた。また、当路線が商店街の中心を形成する新地町・本町・橋本町を通過し、かつ沿線付近に江差幼稚園・江差小学校・江差中学校があり、園児・児童・生徒の通園・通学路となっていたほか、函館バス路線である事もあって商店街づくりとしても重要な路線である事から、特に歩道の設置が望まれ、1972年から江差町都市計画審議会などの意見を聞き、江差町における都市計画街路事業の一環として、現道拡幅を北海道側に要請していた。
以上の点から、1979年（昭和54年）より、車道9m・歩道1.5mを両側に設けた幅員12mに拡幅する計画により路線改良工事が開始され、1987年（昭和62年）までに起点から橋本町までの区間において順次行われた。また、前述の3町を通過する区間においては、沿線の商店が協力し、江差町と江差商工会が主導して「江差町商業近代化推進協議会」が設置され、この部分についてはさらに歩道部分を各1m増加した車道9m・歩道2.5mの計画となった。
残りの終点までの区間において、これまでの道路である切石坂については都市計画街路の基準に合った改良が難しいという問題があった事で、検討の結果、先の起点 - 橋本町間の2工区改良を先行して行い、残る終点までの区間は切石坂に代えて勾配を緩やかなものとした設計の新道を同坂の山側部分に計画する事となり、斜面切削及び擁壁新設を伴う大規模な工事が行われた。また、当時の北海道道5号江差木古内線（現・いにしえ街道）交点から国道228号に至る部分も町道から移管の上で拡幅整備が行われ、1999年（平成11年）に全線が完成した。
新道の坂は公募によって「北前坂」と名づけられた。また、北前坂の途中に設けられた四阿やベンチを備えた休憩広場には、1986年（昭和61年）に江差に寄港した復元北前船「辰悦丸」の航行途中で、その各寄港地から贈呈された、寄港地を代表する石をあしらった石碑が作られている。

## 路線状況

### 通称
- 江差駅前通り

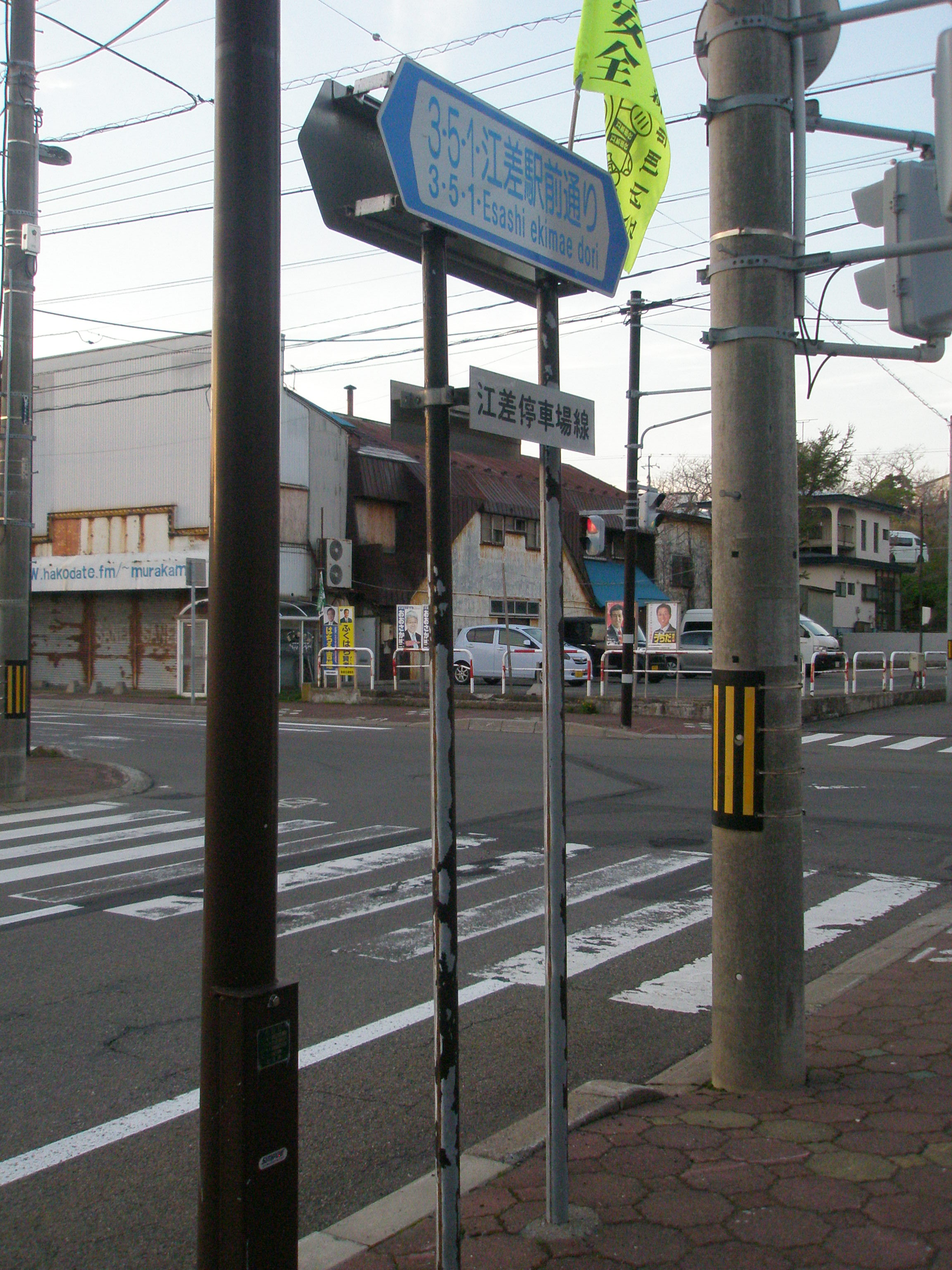
通称名（3・5・1江差駅前通り）及び路線名が表記された道路通称名標識（江差町字新地町）

## 地理

### 通過する自治体
- 檜山振興局
  - 檜山郡江差町

### 交差する道路
江差町
- 国道228号 - 姥神町（終点）

### 沿線にある施設など
江差町
- 江差町立江差中学校
- 江差町文化会館・江差町図書館
- 檜山広域行政組合消防本部
- 江差警察署